# Karl Martin (Jurist)
Karl Heinrich Martin (* 21. April 1877 in Bunzlau; † 12. Juli 1974) war ein deutscher Jurist und zur Zeit des Nationalsozialismus Präsident des Oberlandesgerichts Kiel.

## Leben
Karl Martin war der Sohn des Geheimen Regierungsrates und Schulrates Friedrich Martin. Nach der Reifeprüfung am Humanistischen Gymnasium in Eisleben studierte er Rechtswissenschaft an den Universitäten Halle an der Saale, Freiburg im Breisgau und Marburg. Er war Mitglied der Studentenverbindung AMV Fridericiana Marburg im SV. Nach Studienabschluss legte er das Referendarexamen 1899 ab und absolvierte sein Referendariat im Bezirk des Oberlandesgerichts Kassel in Kassel. Nachdem er 1903 an der Universität Marburg zum Dr. jur. promoviert wurde bestand er 1904 das Assessorexamen. Ab 1907 war er Amtsrichter und ab 1910 für sieben  Jahre Hilfsrichter am Oberlandesgerichts Kassel. Während des Ersten Weltkrieges war er „zeitweise in der Presseabteilung des Stellvertretenden Generalkommandos des XI. A.-K. in Kassel und im Roten Kreuz tätig“. Nach dem Tod seiner ersten Ehefrau Elisabeth († 1908), heiratete er Margarete Sippell.
Von 1917 bis 1924 war er in Berlin bei der juristischen Landesprüfungsanstalt und als  Hilfsarbeiter am Preußischen Justizministerium beschäftigt. Zum Kammergerichtsrat befördert, wurde er 1924 Senatspräsident am Oberlandesgericht Kassel und 1928 dessen Vizepräsident. Während der Weimarer Republik war er Mitglied der DVP. Zum 1. Mai 1933 trat er der NSDAP bei (Mitgliedsnummer 3.217.140) und schloss sich auch dem NS-Rechtswahrerbund an, der SS trat er 1934 bei. Am 16. Juli 1933 wurde Martin zum Präsidenten des Oberlandesgerichts Kiel ernannt. Von 1937 bis 1939 gehörte er der Großen Strafrechtskommission an. Von 1940 bis 1945 lehrte er zudem als Honorarprofessor an der Universität Kiel. Am 23/24. April 1941 nahm er an der Tagung der höchsten Juristen des Deutschen Reichs teil, bei der die Teilnehmer über die Massentötungen von kranken sowie behinderten Menschen mittels Gas und die Scheinlegalisierung dieses Verbrechens durch Franz Schlegelberger unterrichtet wurden. Im Herbst 1943 trat er in den Ruhestand. In der zweiten Hälfte des Jahres 1944 wurde er nochmal kurzzeitig als Oberlandesgerichtspräsident Kiel reaktiviert.
Ab 1960 wurde gegen ehemalige Oberlandesgerichtspräsidenten und Generalstaatsanwälte wegen Unterstützung der systematischen Ermordung von Kranken und Behinderten während der NS-Zeit ein Ermittlungsverfahren durchgeführt, da diese während der Tagung der höchsten Juristen im April 1941 zur Deckung dieser Verbrechen aufgefordert worden waren. Martin, der zu diesem Zeitpunkt seinen Wohnsitz in Kassel hatte, gab in diesem Rahmen im Dezember 1960 eine schriftliche Stellungnahme beim Amtsgericht Kassel ab und äußerte sich unter anderem folgendermaßen: „Ich kann nur wiederholen, daß mir die Erinnerung an jene Tagung völlig geschwunden ist“.  Am 27. Mai 1970 wurden die noch verbliebenen Juristen in diesem Verfahren durch das Landgericht Limburg außer Verfolgung gesetzt.